# Kirił Terziew
Kirił Terziew (bg. Кирил Стойчев Терзиев; ur. 1 września 1983) – bułgarski zapaśnik walczący w stylu wolnym. Dwukrotny olimpijczyk. Brązowy medalista z Pekinu 2008 i czternasty w Londynie 2012 w kategorii 74 kg.
Czterokrotny uczestnik mistrzostw świata, siódmy w 2010. Srebrny medalista mistrzostw Europy w 2010 i brązowy w 2009. Piąty na igrzyskach europejskich w 2015. Drugi na Światowych Igrzyskach Sportów Walki w 2013. Szósty i siódmy w Pucharze Świata w 2012 roku.
- Turniej w Pekinie 2008

Pokonał Ivana Fundore z Kuby, Mejsama Dżokara z Iranu i Arsena Gitinowa z Kirgistanu a w półfinale przegrał z Buwajsarem Sajtijewem z Rosji.
- Turniej w Londynie 2012

Przegrał z Sosłanem Tigijewem z Uzbekistanu i Sadeghem Gudarzim z Iranu.